# Prelatura territoriale di Tefé
La prelatura territoriale di Tefé (in latino: Praelatura Territorialis Tefensis) è una sede della Chiesa cattolica in Brasile suffraganea dell'arcidiocesi di Manaus. Nel 2021 contava 125.081 battezzati su 198.533 abitanti. È retta dal vescovo José Altevir da Silva, C.S.Sp.

## Territorio
La prelatura territoriale comprende 10 comuni nella parte centro-occidentale dello stato brasiliano di Amazonas: Alvarães, Carauari, Fonte Boa, Itamarati, Japurá, Juruá, Jutaí, Maraã, Tefé e Uarini.
Sede prelatizia è la città di Tefé, dove si trova la cattedrale di Santa Teresa d'Avila.
Il territorio si estende su 263.835 km² ed è suddiviso in 30 parrocchie.

## Storia
La prefettura apostolica di Tefé fu eretta il 23 maggio 1910 con il decreto Cum ex nimia della Congregazione Concistoriale, ricavandone il territorio dalla diocesi di Amazonas (oggi arcidiocesi di Manaus).
L'11 agosto 1950 la prefettura apostolica è stata elevata a prelatura territoriale con la bolla Quum Deo adiuvante di papa Pio XII.

## Cronotassi dei vescovi
Si omettono i periodi di sede vacante non superiori ai 2 anni o non storicamente accertati.
- Miguel Alfredo Barat, C.S.Sp. † (16 agosto 1910 - 1945 dimesso)[2]
- Joaquim de Lange, C.S.Sp. † (19 luglio 1946 - 15 dicembre 1982 ritirato)
- Mário Clemente Neto, C.S.Sp. † (15 dicembre 1982 succeduto - 19 ottobre 2000 dimesso)
- Sérgio Eduardo Castriani, C.S.Sp. † (19 ottobre 2000 succeduto - 12 dicembre 2012 nominato arcivescovo di Manaus)
- Fernando Barbosa dos Santos, C.M. (14 maggio 2014 - 9 giugno 2021 nominato vescovo di Palmares)
- José Altevir da Silva, C.S.Sp., dal 9 marzo 2022

## Statistiche
La prelatura territoriale nel 2021 su una popolazione di 198.533 persone contava 125.081 battezzati, corrispondenti al 63,0% del totale.
| anno | popolazione | popolazione | popolazione | presbiteri | presbiteri | presbiteri | presbiteri                | diaconi | religiosi | religiosi | parrocchie |
| anno | battezzati  | totale      | %           | numero     | secolari   | regolari   | battezzati per presbitero | diaconi | uomini    | donne     | parrocchie |
| ---- | ----------- | ----------- | ----------- | ---------- | ---------- | ---------- | ------------------------- | ------- | --------- | --------- | ---------- |
| 1950 | 46.897      | 49.953      | 93,9        | 23         |            | 23         | 2.039                     |         | 23        | 10        | 6          |
| 1965 | 74.811      | 77.111      | 97,0        | 12         |            | 12         | 6.234                     |         | 20        | 10        | 7          |
| 1970 | 81.650      | 83.650      | 97,6        | 14         |            | 14         | 5.832                     |         | 22        | 10        | 8          |
| 1976 | 83.000      | 85.000      | 97,6        | 12         |            | 12         | 6.916                     |         | 16        | 17        | 9          |
| 1980 | 77.400      | 80.500      | 96,1        | 13         |            | 13         | 5.953                     |         | 18        | 24        | 9          |
| 1990 | 99.600      | 120.000     | 83,0        | 16         |            | 16         | 6.225                     |         | 18        | 18        | 10         |
| 1999 | 122.000     | 187.800     | 65,0        | 10         |            | 10         | 12.200                    |         | 11        | 19        | 10         |
| 2000 | 122.000     | 187.000     | 65,2        | 11         |            | 11         | 11.090                    |         | 13        | 19        | 10         |
| 2001 | 120.927     | 181.927     | 66,5        | 11         | 2          | 9          | 10.993                    |         | 11        | 19        | 10         |
| 2002 | 120.927     | 181.927     | 66,5        | 12         | 2          | 10         | 10.077                    |         | 11        | 19        | 10         |
| 2003 | 161.640     | 215.521     | 75,0        | 13         | 2          | 11         | 12.433                    |         | 13        | 21        | 10         |
| 2004 | 161.640     | 215.521     | 75,0        | 14         | 4          | 10         | 11.545                    |         | 12        | 21        | 11         |
| 2013 | 188.000     | 243.000     | 77,4        | 24         | 9          | 15         | 7.833                     | 6       | 19        | 26        | 15         |
| 2016 | 192.600     | 249.000     | 77,3        | 27         | 12         | 15         | 7.133                     | 8       | 16        | 24        | 15         |
| 2019 | 197.550     | 255.000     | 77,5        | 21         | 7          | 14         | 9.407                     | 8       | 15        | 15        | 31         |
| 2021 | 125.081     | 198.533     | 63,0        | 26         | 11         | 15         | 4.810                     | 7       | 16        | 14        | 30         |